# Bazen
Ovo je glavno značenje riječi "Bazen". Za druga značenja vidi Bazen (razdvojba)
Bazen je objekt s umjetno zatvorenom vodenom masom, koji se koristi za plivanje iz sporta, razonode ili relaksacije. Postoji više standardnih veličina: najveći je olimpijski bazen, dužine 50 m i širine 25 m. Dimenzije bazena mogu biti veće ili manje od toga, pravilnih ili nepravilnih oblika, na otvorenom, u zatvorenom prostoru, u pokretnim objektima, najčešće putničkim brodovima i luksuznim jahtama, i od raznih materijala: metala, plastike, stakloplastike, ili betona.
Prema namjeni, bazeni također se dijele na javne (na usluzi građanima) i privatne (koje koristi samo vlasnik i njegovi gosti). Bazene je moguće naći u brojnim zdravstvenim ustanovama, klubovima, hotelima, centrima ljepote. Također, bazeni s grijanom vodom ili podvodnim vodenim mlazom koriste se za masažu ili terapije. Bazeni se koriste i za vježbe ronilaca, spasilačkih službi i simulaciju bestežinskog stanja za astronaute.
Bazeni su u većini slučajeva dezinficirani klorom, bromom i mineralnim sredstvima radi prevencije širenja bakterija, virusa, algi, i larvi kukaca korištenjem filtera koji bazenima omogućavaju adekvatan protok vode. Radi mogućih negativnih efekata kemijskih sredstava, u novije vrijeme traže se i alternativna, eko-kompatibilna sredstva.

## Galerija
- Otvoreni bazen
- Zatvoreni bazen
- Bazen za skokove u vodu

## Vanjske poveznice
- howstuffworks.com
- Povijest bazena - inventors.about.com   Arhivirana inačica izvorne stranice od 14. veljače 2021. (Wayback Machine)